# Ile Sud-Ouest
Ile Sud-Ouest (Île Sud-Ouest, auch: Île du Sud, Southwest Island) ist eine Insel der Seychellen im Atoll Cosmoledo in den Outer Islands.

## Geographie
Die Insel liegt im südlichen Riffsaum des Atolls zwischen Ile Pagode im Osten und dem Passe Sud Ouest im Westen. Das langgezogene Motu (Caye) trägt nur lichte Vegetation. Die Insel hat eine Fläche von 42,3 ha.
Im Westen ist die nächste Insel erst die Ile aux Moustiques in etwa 6 km Entfernung.